# Estalagem da EVA
A Estalagem da EVA é um edifício histórico na vila de Ferreira do Alentejo, na região do Algarve, em Portugal.

## Descrição e história
O edifício é considerado um exemplo do Estilo Português Suave no concelho de Ferreira do Alentejo.
Uma declaração de 30 de Junho de 1952, publicada no Diário do Governo, anunciou que o governo tinha autorizado a expropriação de uma parcela de terreno nos subúrbios da vila, para a construção de uma estalagem e paradouro de autocarros da Empresa de Viação do Algarve (EVA). Ferreira do Alentejo era então era um centro hoteleiro e de transportes da região, por ser o ponto de cruzamento das carreiras de autocarros entre Lisboa, o Algarve e Beja. A estalagem chegou a ser considerada como um dos mais destacados edifícios hoteleiros no distrito de Beja, e um dos poucos estabelecimentos de qualidade no percurso entre o Algarve e Beja, podendo ter sido um dos motivos que levaram o cantor britânico Paul McCartney a parar em Ferreira do Alentejo quando fez aquela viagem.